# Krebssee (Retzin)
Der Krebssee ist ein See bei Retzin im Landkreis Vorpommern-Greifswald in Mecklenburg-Vorpommern.
Das etwa 0,8 Hektar große Gewässer befindet sich im Gemeindegebiet von Ramin, einen Kilometer nördlich vom Ortszentrum in Retzin entfernt. Dem See wird über einen nördlichen Graben Wasser zugeführt und entwässert sich durch einen weiteren südlichen Graben, die maximale Ausdehnung des Krebssees beträgt etwa 120 mal 90 Meter.
Ab Mitte des 19. Jahrhunderts, seit der Melioration der umgebenden Moore, schrumpfte der See, wie auch der benachbarte Rötsee, auf seine heutige Größe. Einen Eindruck, wie sich die weitere Verlandung beider Seen fortführen wird, reflektiert der sogenannte Holzsee zwischen den Orten Retzin und Ramin. Dieser See war noch bis in die 1960er Jahre befischbar, ist heute komplett trocken gefallen und mit Röhrichten bestanden.